# Championnat de France de rugby à XV 1932-1933
Navigation
1931-1932 1933-1934

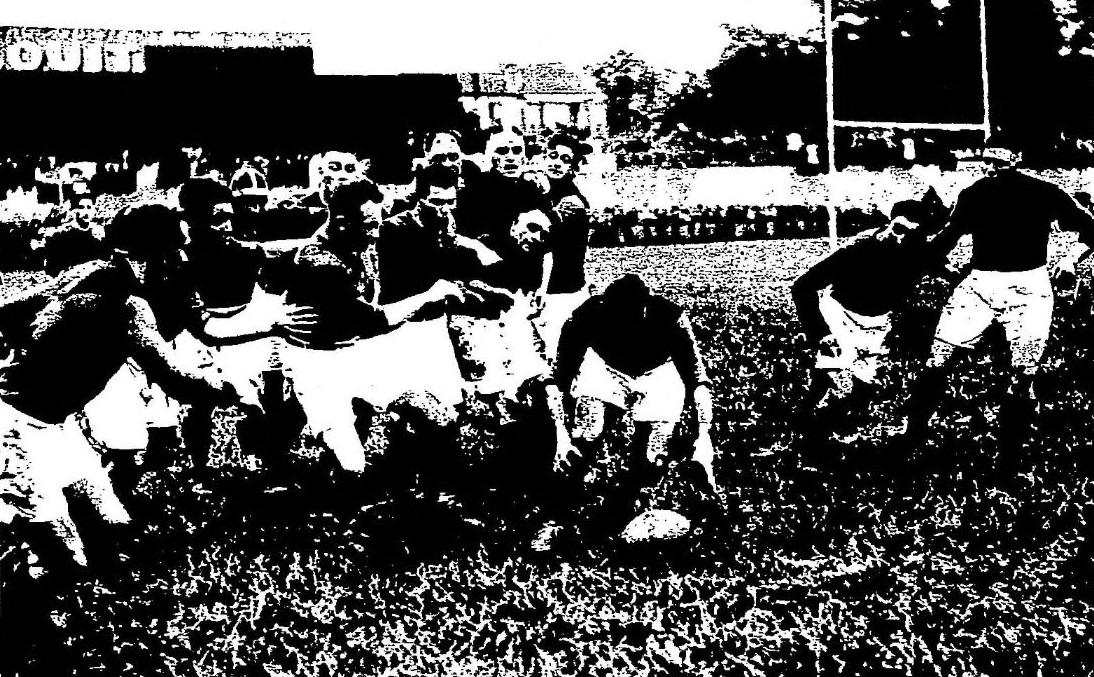
Le demi de mêlée Honoré Laffont ramasse la balle.

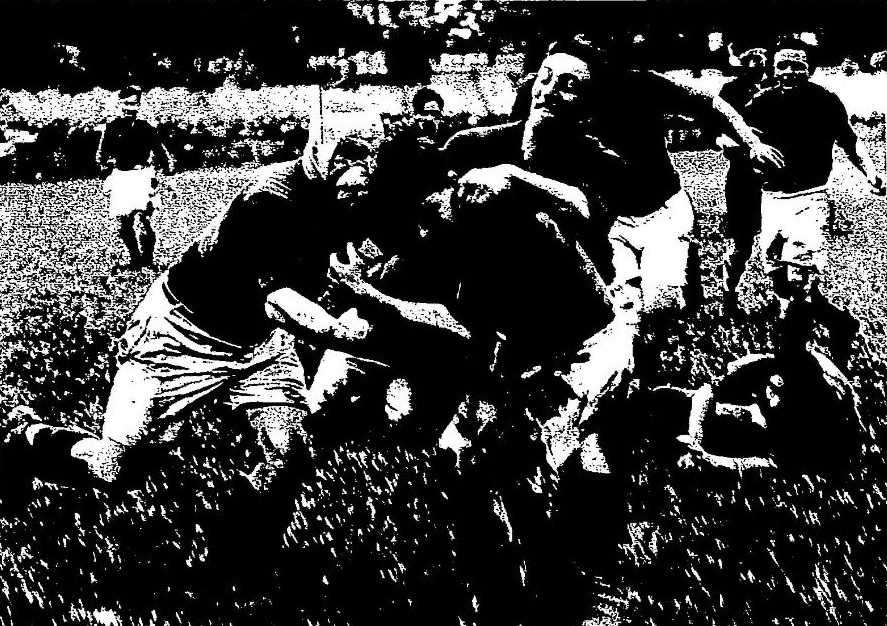
Un narbonnais est ceinturé par deux adversaires Lyonnais.

Le championnat de France de rugby 1932-1933 a été remporté par le Lyon OU qui a battu le RC Narbonne en finale.
Le championnat est marqué par le retour des clubs dissidents de l’UFRA (Union française de rugby amateur) après deux années de brouille.
La réintégration de ces 14 équipes (12 en fait, puisque l’US Narbonne semble avoir disparu et que le Stade nantais UC repart en championnat Honneur) conduit à un championnat de 54 équipes réparties en 6 poules de 9.
Le championnat Excellence enregistre le départ de 6 clubs : US Cognac (qualifié pourtant l'année précédente pour la deuxième phase, poules de 3), SU Lorrain (Nancy), US Romans-Péage, US La Teste (qualifié pour les poules de 3, comme Cognac), SC Toulouse et CA Villeneuve-sur-Lot (quart de finaliste)
Huit équipes sont promues dans le championnat d'Excellence: SC Angoulême, US Bergerac, US Dax, UA Libourne (champion Honneur 1931), CS Oyonnax, CS Pamiers, SS Primevères (le club du grand magasin parisien « Le Printemps ») et Valence Sportif.
À noter que les deux finalistes du championnat Honneur de l’année précédente (CS Villefranche-sur-Saône et RC Chalon) ne sont donc pas montés en Excellence.

## Poules de neuf
(par ordre alphabétique, les clubs ex-UFRA en italiques)
- Poule A : SC Albi, FC Auch, Le Boucau Stade, CS Pamiers, Section paloise, AS Soustons, Stadoceste tarbais, Toulouse OEC, US Tyrosse

- Poule B : SU Agen (champion 1930 et du Manoir 1932), Aviron bayonnais, SA Bordeaux, Stade bordelais, US Dax, UA Gujan-Mestras (finaliste Honneur 1931), Stade Hendayais, FC Lourdes, Stade Nayais

- Poule C : SC Angoulême, AS Bayonne, CA Bègles, US Bergerac, Biarritz olympique, UA Libourne, FC Oloron, CA Périgueux, Peyrehorade Sports

- Poule D : AS Bort (champion Honneur 1930), CA Brive, AS Carcassonne, US Montauban, RC Narbonne (finaliste 1932), Arlequins Perpignan, US Quillan (champion 1929 et finaliste 1930), US Thuir, Stade toulousain (champion UFRA 1931 et 1932)

- Poule E : AS Béziers, FC Grenoble, FC Lyon, CS Oyonnax, US Perpignan, Stade Pézenas, RC Toulon (champion 1931), Valence Sportif, CS Vienne

- Poule F : CASG, SAU Limoges, Lyon OU (champion 1932 et finaliste 1931), AS Montferrand, SS Primevères, Racing CF, NAC Roanne, FC Saint-Claude, Stade français

Les rencontres se jouent sur un match simple (pas d’aller-retour). Il semble que les premiers de chacune de ces poules se soient qualifiés pour des poules demi-finales.

## Poules demi-finales

### Première demi-finale
- À Toulouse, Aviron bayonnais bat RC Toulon 15 à 10

- À Béziers, RC Narbonne bat RC Toulon 3 à 0

- À Toulouse, RC Narbonne bat Aviron bayonnais 14 à 0

- Classement final : RC Narbonne, Aviron bayonnais, RC Toulon

### Deuxième demi-finale
- À Narbonne, Lyon OU bat UA Libourne 9 à 0

- À Toulouse, UA Libourne bat Section paloise 5 à 3

- À Bordeaux, Section paloise bat Lyon OU 8 à 3

- Classement final : Lyon OU, Section paloise, UA Libourne

## Finale du championnat
| Équipes        | Lyon OU - RC Narbonne |
| Score          | 10 - 3 |
| Date           | 7 mai 1933 |
| Stade          | Parc Lescure à Bordeaux |
| Arbitre        | Abel Martin |
| Les équipes    | |
| Lyon OU        | Jean Rat, Fernand Cartier, Billerach, Fleury Panel, Joseph Griffard, Lucien Lafond, Louis Vallin, Léopold Barrère, Jean Brial, Georges Battle, Albert Janoglio, Noêl Salzet, Vincent Graule, Jean Siré, Henri Marty                        |
| RC Narbonne    | Albert Sanguerra, Roger Bricchi, André Larroche, Joseph Choy, René Araou, François Lombard, André Pinol, Alexandre Iche, Honoré Laffont, Pierre Tisseyre, Alphonse Jalabert, Marcel Raynaud, Albert Cauneille, Francis Vals, Emile Clottes |
| Points marqués | |
| Lyon OU        | 2 essais de Graule et Valin 1 drop de Janoglio |
| RC Narbonne    | 1 essai de Sanguerra |

## Autres compétitions
- Le Challenge Yves du Manoir est remportée par le SU Agen, premier de poule.

- championnat de France Honneur revient au Stade nantais qui bat le FC Lézignan 11 à 5

- Promotion:  Cercle Sportif Lons bat US Coursan 10 à 3
- 2e série : Amicale Sportive Eymet bat US Dole 10 à 3
- 3e série : US Métropolitains bat SC Perpignan 8 à 3
- 4e série : SC Graulhet bat FC Tournon 17 à 3
- Réserves : RC Toulon bat AS Montferrand 10 à 0
- juniors : l’AS Montferrand bat Boucau  6 à 3